# Schradera subandina
Schradera subandina är en måreväxtart som beskrevs av Kurt Krause. Schradera subandina ingår i släktet Schradera och familjen måreväxter. Inga underarter finns listade i Catalogue of Life.